# Клерк, Джон (епископ)
Джон Клерк (англ. John Clerk; 1481, Суффолк — 3 января 1541, Лондон) — английский епископ и дипломат времён Генриха VIII.
Был доверенным лицом кардинала Уолси, затем назначен виндзорским капланом и деканом. По поручению Генриха VIII вручил папе Льву X послание короля против Лютера. Сказанная им в Риме при этом случае речь была напечатана в приложении к посланию короля. Он был награждён саном епископа батского в 1523. Позже Генрих VIII прибег к нему для защиты развода с Екатериной Арагонской, а после развода с Анной Клевской послал его в Германию, чтобы оправдать короля перед братом Анны. На обратном пути, в 1541 Клерк умер, как предполагают — от яда.